# Poecilimon flavescens
Poecilimon flavescens är en insektsart som först beskrevs av Herrich-Schäffer 1838.  Poecilimon flavescens ingår i släktet Poecilimon och familjen vårtbitare. Inga underarter finns listade i Catalogue of Life.